# Simone Farina
Pour les articles homonymes, voir Farina.
Simone Farina, né le 18 avril 1982 à Rome, est un footballeur italien, évoluant au poste de défenseur.

## Biographie

### Carrière sportive
Formé à l'Associazione Sportiva Rome, Simone Farina fait deux apparitions en équipe d'Italie de football des moins de 15 ans en 1997–1998.
Intégré à l'équipe première romaine (2001–2002), il est prêté à Calcio Catane (2001–2002), puis signe à l'Associazione Sportiva Cittadella (2002–2004). Il rejoint ensuite l'Associazione Sportiva Gualdo Calcio (2004–2006), Celano FC Olimpia (2006–2007) et enfin l'Associazione Sportiva Gubbio 1910 (2007-).

### Scandale du football italien de 2011
Il devient en 2011 l'un des acteurs du scandale du football italien de 2011 (en) en refusant d'être corrompu pour favoriser des paris sportifs et en alertant la police, mettant du coup au jour un vaste réseau de paris clandestins. À la suite de cela, le sélectionneur de l'équipe d'Italie de football, Cesare Prandelli, le convoque dans l'équipe pour un stage de trois jours afin de le remercier de son honnêteté et de son exemplarité. Ce geste a été salué, notamment par l'international Gianluigi Buffon.
Le 17 octobre 2012, il est recruté en tant que technicien dans le club anglais de l'Aston Villa FC pour son attitude exemplaire.

## Clubs successifs
- 2001–2002 : Associazione Sportiva Rome
- 2001–2002 : Calcio Catane
- 2002–2004 : Associazione Sportiva Cittadella
- 2004–2006 : Associazione Sportiva Gualdo Calcio
- 2006–2007 : Celano FC Olimpia
- 2007-2012 : Associazione Sportiva Gubbio 1910[2]